# 近江屋

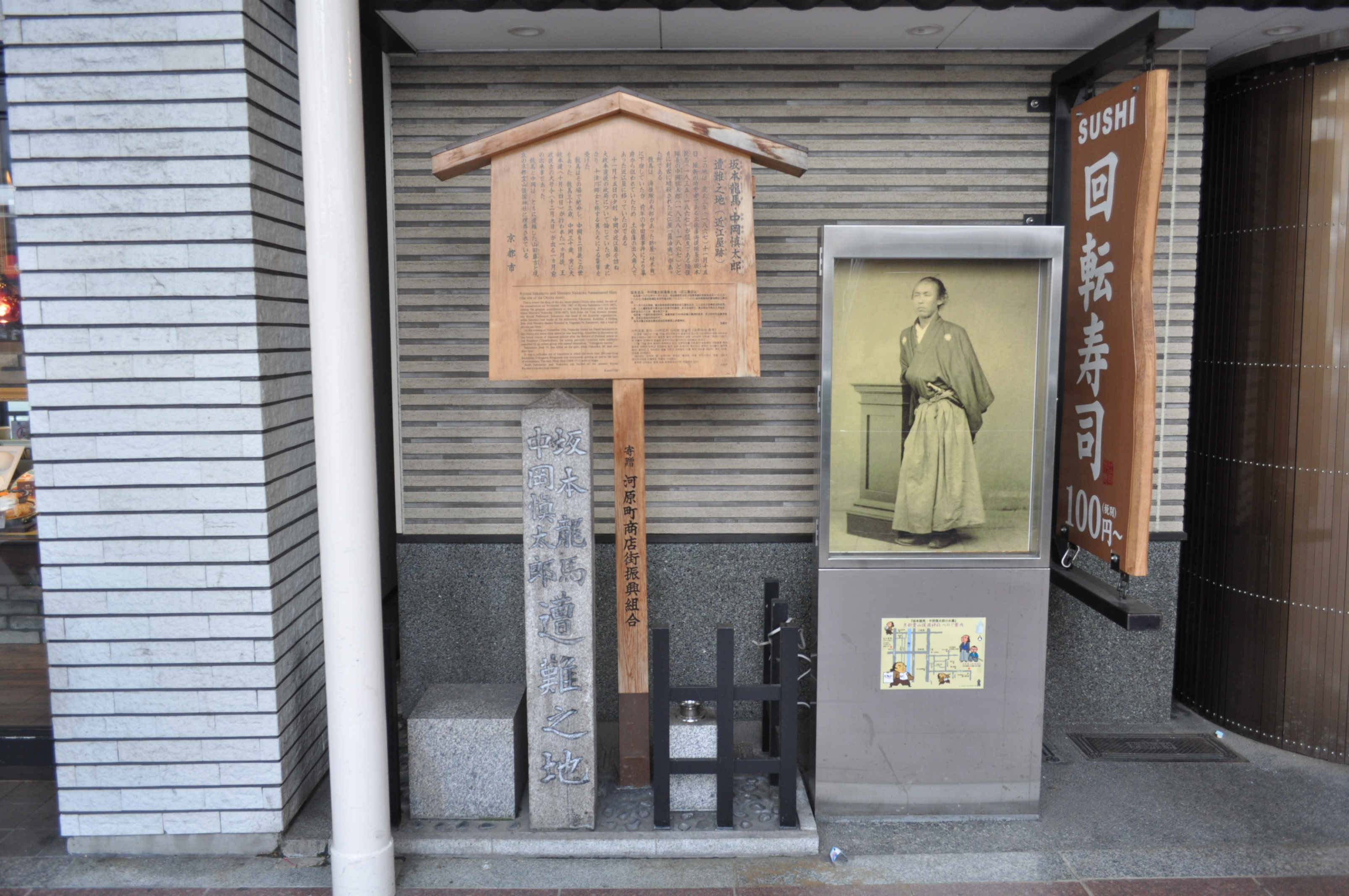
近江屋跡（2017年7月17日撮影）

近江屋（おうみや）は、日本各地で店舗や企業、家の屋号として使われる名称。

## 京都・河原町通の近江屋
幕末に坂本龍馬や中岡慎太郎が暗殺された事件（いわゆる「近江屋事件」）の舞台となった京都・河原町通の近江屋は、由緒ある醤油屋であった。
店を営んでいたのは現在の四条河原町一帯に土地を持っていた名家・井口家で、幕末の井口新助の代に土佐藩の御用達となり、店の2階（井口邸）が龍馬らの滞在先となっていたという。なお近江屋事件の詳細については当該項目を参照。
店としての近江屋は現存しない。新助の子孫が昭和前期まで「近新商店」の名で醤油を製造していたが、それも戦後に廃業となった。
河原町通り沿いの歩道上に、現在「坂本龍馬 中岡慎太郎 遭難之地」と記された石碑が建っている。河原町通りは大正時代末から昭和初期にかけて拡幅されたため、実際に当時近江屋の建物があった場所は、大部分が、現在の河原町通りの路上になる。この石碑が建てられた当時、この場所には、近江屋ではなく井筒屋という店舗があった。これは、昭和初期に、北に隣接する井筒屋が近江屋の土地の一部を購入したためである。このため、この石碑のある位置は、当時近江屋の建物があった場所の内部であり、建物内の比較的奥の場所になる。

なお、この場所には、過去には京阪交通社やサークルK、回転寿司店があった時期もあったが、2024年8月23日よりカラオケ店の「ジャンカラ 京都河原町近江屋店」が立地している。
井口家の墓は金戒光明寺にある。元裁判官の井口博は井口新助の末裔にあたる。

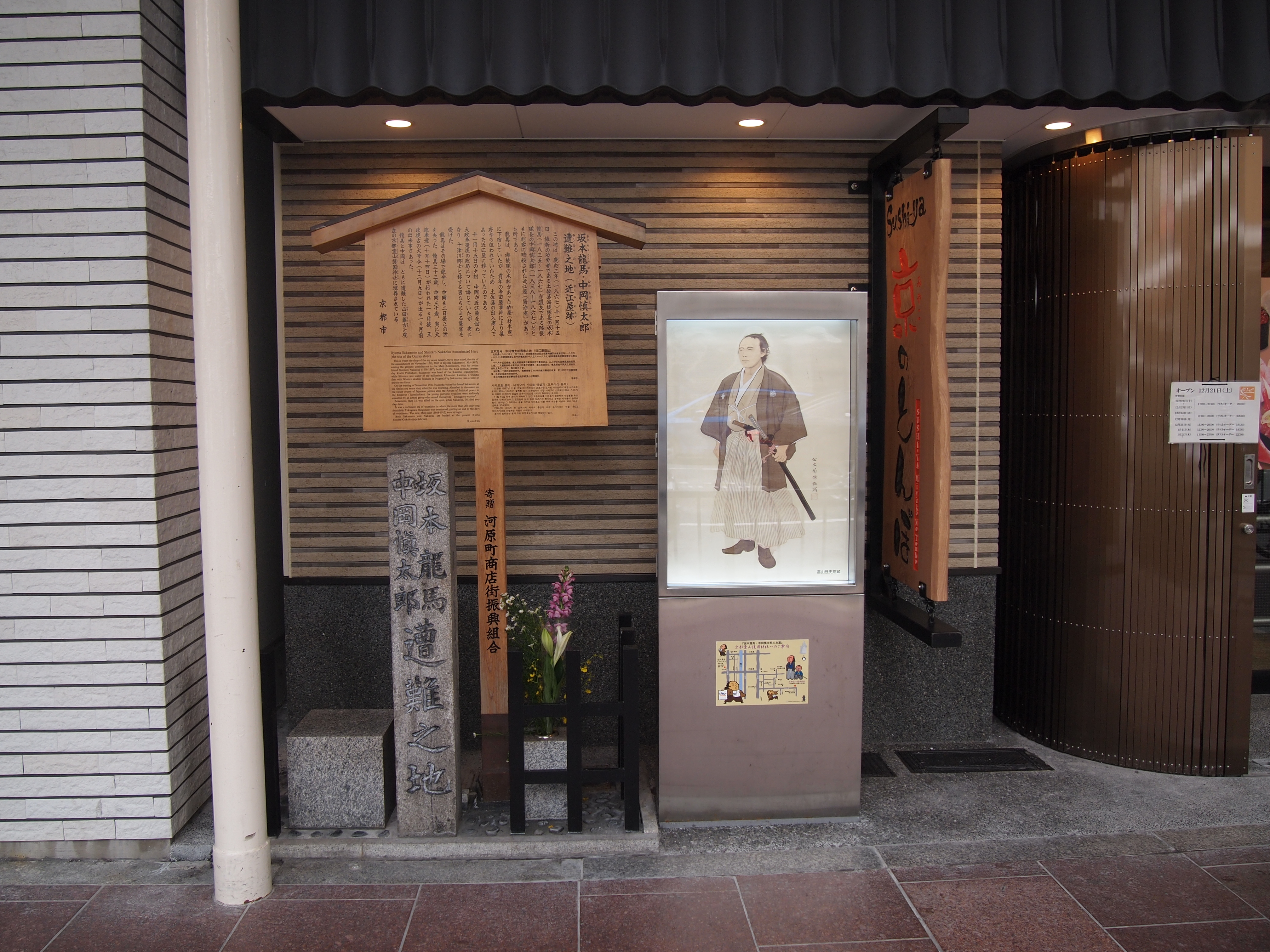
2014年1月現在の近江屋跡地
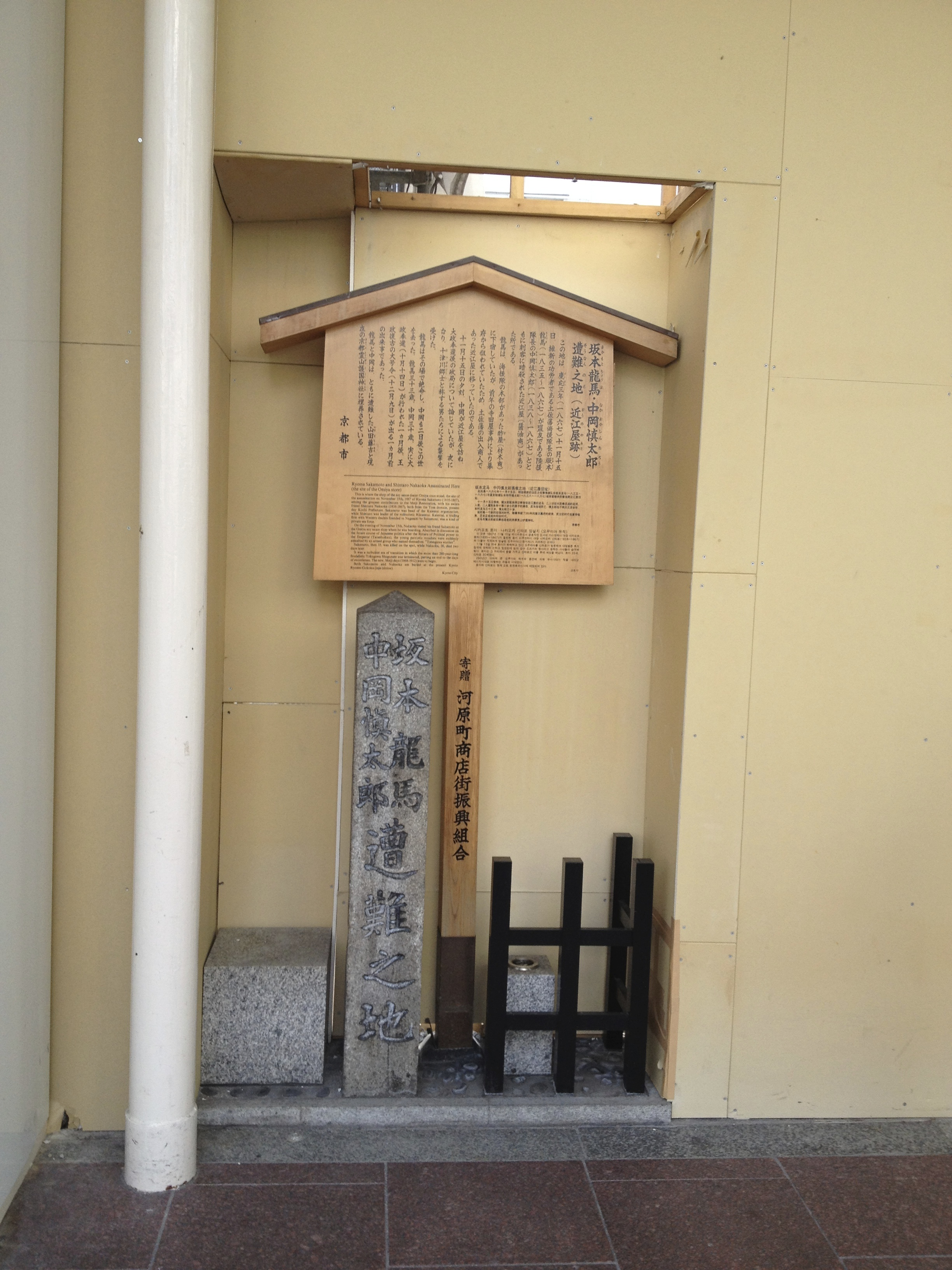
2013年7月に撮影された近江屋跡地
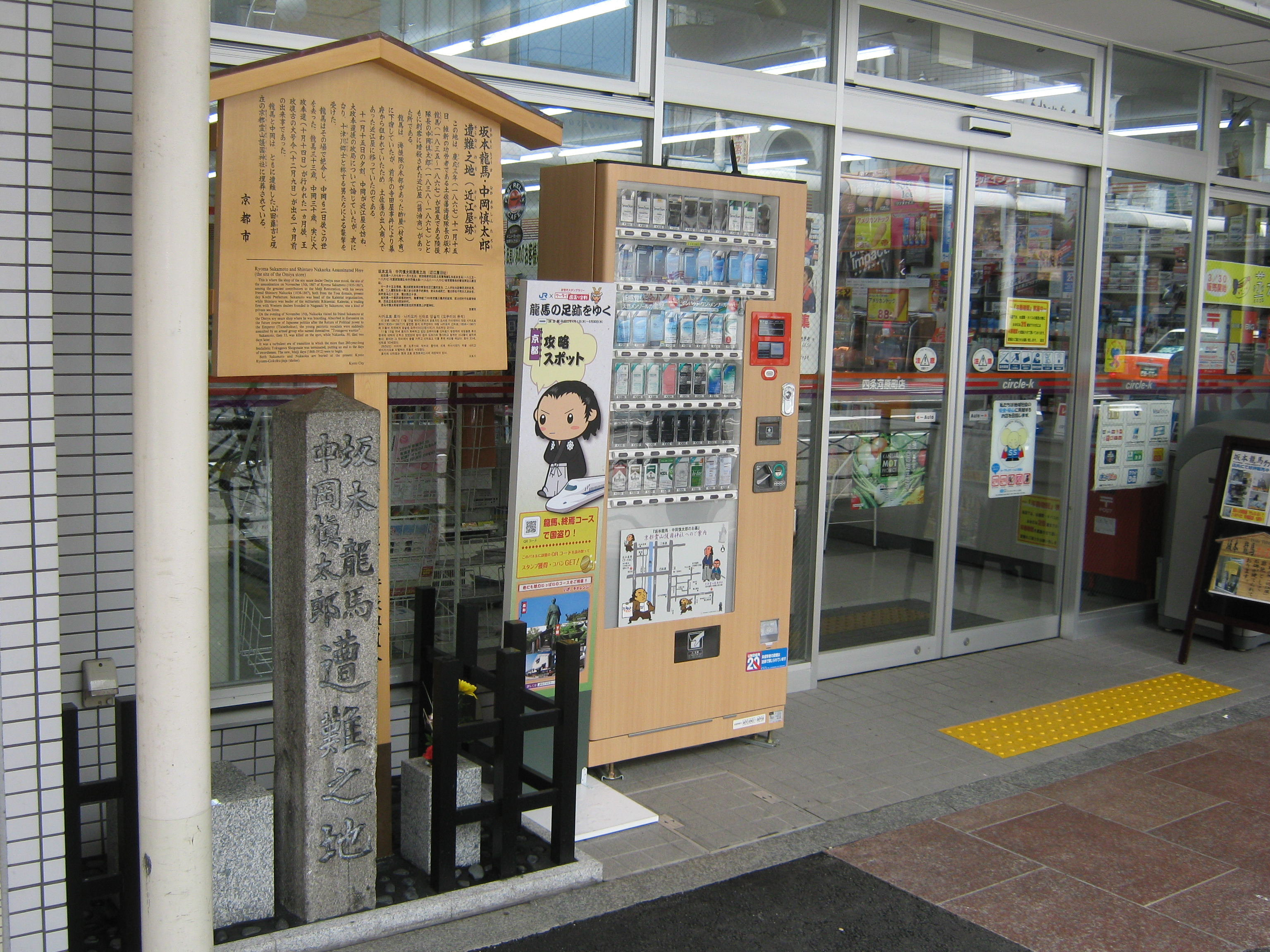
2011年1月に撮影された近江屋跡地